# Lithostege notata
Lithostege notata là một loài bướm đêm trong họ Geometridae.